# Каиро Монтеноте
Каиро Монтеноте (итал. Cairo Montenotte) је насеље у Италији у округу Савона, региону Лигурија.
Према процени из 2011. у насељу је живело 8925 становника. Насеље се налази на надморској висини од 344 м.

## Становништво
| 1951.  | 1961.  | 1971.  | 1981.  | 1991.  | 2001.  | 2011.  |
| ------ | ------ | ------ | ------ | ------ | ------ | ------ |
| 12.620 | 13.935 | 14.261 | 14.400 | 13.811 | 13.419 | 13.237 |